# Neolaparus silaceus
Neolaparus silaceus är en tvåvingeart som beskrevs av Hermann 1907. Neolaparus silaceus ingår i släktet Neolaparus och familjen rovflugor. Inga underarter finns listade i Catalogue of Life.